# Ralph Sutton
Ralph Earl Sutton (Hamburg, 4 november 1922 – Evergreen, 30 december 2001) was een Amerikaanse dixieland-jazzpianist.

## Biografie
Nadat hij aan het begin van zijn carrière slechts plaatselijk had opgetreden in Missouri, speelde hij later eerst in Eddie Condons Club in Greenwich Village in New York. In 1956 verhuisde hij dan naar de westkust naar San Francisco, waar hij optrad met Bob Scobey's dixielandband en diverse platen opnam. Vanaf de jaren 1960 werkte hij meestal als solist, maar trad ook op met The World's Greatest Jazzband, die hij in 1968 mede oprichtte. Hij was bekend als stride-pianist in de traditie van James P. Johnson en Fats Waller. Bij zijn talrijke platen werkten o.a. Ruby Braff, Milt Hinton, Al Hall, Bob Wilber, Jay McShann, Gus Johnson, Marty Grosz, Frank Capp en Butch Miles mee.
Sutton trad op in Duitsland met Reimer von Essen en Trevor Richards (album Easter Parade, 1999) en hij toerde vaak door Australië. Kort voor zijn overlijden werd daar het livealbum At Bob Barnard's Jazz Party in 1999 opgenomen. 
In 2002 werd Sutton opgenomen als lid van de Big Band and Jazz Hall of Fame.

## Overlijden
Ralph Sutton overleed in december 2001 op 79-jarige leeftijd.

## Discografie
- 1949-1953: Oh Baby (Sackville Records) solo
- 1968: Quartet with Ruby Braff (Storyville Records)
- 1969: Live at Sunny's Rendezvous Vol. 2 (Storyville Records)
- 1977: Trio and Quartet (Storyville Records)
- 1981: In Concert (Nif Nuf)
- 1983: Partners in Crime (Sackville Records)
- 1983-1987: At Café des Copains (Sackville Records)
- 1988/89: More at Café des Copains (Sackville Records)
- 1988: It's So Nice It Must be Illegal (Nagel-Heyer Records)
- 1990: Eye Opener (Solo Art) solo
- 1993: Mybeck Recital Hall, Vol. 30 (Concord Records)
- 2000: A Pair of Kings (Arbors Records)

- Biblioteca Nacional de España: XX1131867
- Bibliothèque nationale de France: cb13900197m (data)
- Catàleg d'autoritats de noms i títols de Catalunya: 981060407906006706
- Gemeinsame Normdatei: 134864638
- International Standard Name Identifier: 0000 0001 0804 3804
- Library of Congress Control Number: n82066689
- MusicBrainz: 11fdabfd-778c-48e4-b156-7618f32f2dac
- Nationale Bibliotheek van Tsjechië: xx0119611
- Nationale Bibliotheek van Israël: 987008913698005171
- Nationale Bibliotheek van Polen: a0000002659484
- Nederlandse Thesaurus van Auteursnamen: 10094017X
- Réseau des bibliothèques de Suisse occidentale: 02-A012440586
- LIBRIS: 137331
- Virtual International Authority File: 105145104
- WorldCat: E39PBJpYvXfPM9pWrdYWdkYQMP